# Gustaf Wilhelm Conradi
Gustaf Wilhelm Conradi, född 3 september 1761 i Stockholm, död 14 september 1846 på Gerknäs gård i Nyland i Finland, var en svensk militär och landshövding.
Conradi började som sergeant vid Änkedrottningens livregemente 1776 och tog avsked från regementet som överstelöjtnant 1810. År 1809 utsågs han till överste i armén och generaladjutant.
Han var landshövding i Hallands län mellan 7 juli 1810 och 12 juli 1812. Samma år tog han avsked ur armén och ur generalstaben varefter han bosatte sig i Finland.

## Utmärkelser
- Riddare av Svärdsorden 1790.[1]

### Fotnoter
1. 1 2 3 4  Conradi, Gustaf Vilhelm (Tab. 3) i Gustaf Elgenstierna, Den introducerade svenska adelns ättartavlor, band 2. af Chapman-Fägerstråle (1926)
2. ↑  "Gustaf Vilhelm Conradi" Geneanet.org
3. ↑  Dödsnotis Dagligt Allehanda 28 oktober 1846
4. ↑  Hallands historia och beskrivning: Gustaf Wilhelm Conradi
5. ↑  www.worldstatemen.org